# El Coyul (Oaxaca)
El Coyul es una localidad del estado mexicano de Oaxaca, localizada en el municipio de San Pedro Huamelula y en el Istmo de Tehuantepec. Tiene el carácter de localidad, siendo la más poblada del municipio por encima de la cabecera municipal.

## Ubicación
La localidad de ubica sobre la carretera costera Salina Cruz - Huatulco, a 31 km al sureste de la capecera municipal. En las Coordenadas geográficas 15°53′54″N 95°48′37″O / 15.89833, -95.81028.